# Volo Pakistan International Airlines 268
Il volo Pakistan International Airlines 268 era un volo passeggeri di linea internazionale dall'aeroporto Internazionale Jinnah, in Pakistan, all'aeroporto Internazionale Tribhuvan, in Nepal. Il 28 settembre 1992, un Airbus A300 operante su tale tratta si schiantò contro una montagna durante l'avvicinamento a Katmandu. Tutti i 167 occupanti persero la vita nell'incidente. Rimane, ad oggi, il sesto incidente per numero di vittime coinvolgente un Airbus A300 e il peggior disastro aereo mai avvenuto nella storia nepalese.

## L'aereo

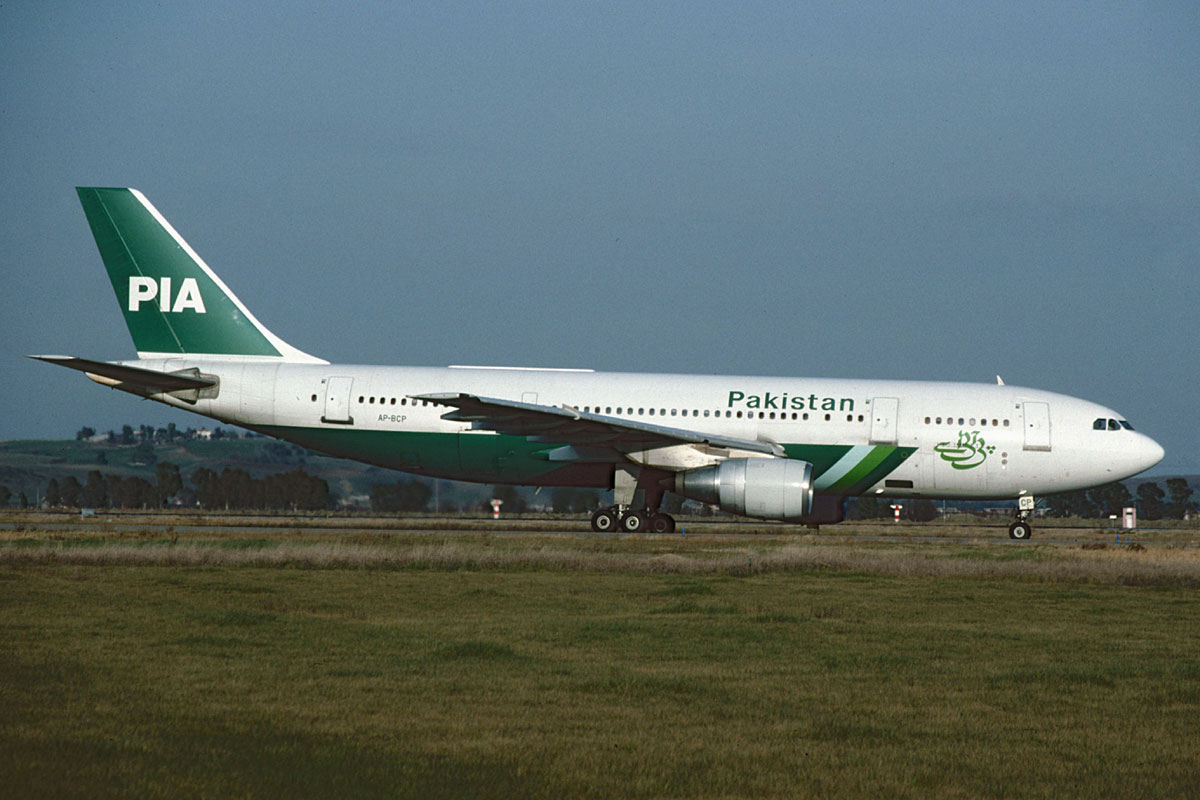
L'Airbus A300 coinvolto nell'incidente, fotografato all'aeroporto di Roma-Fiumicino nel febbraio 1992

Il velivolo coinvolto nell'incidente era un Airbus A300, marche AP-BCP, numero di serie 025. Volò per la prima volta il 23 marzo 1976 e, prima di essere ceduto a Pakistan International Airlines, fece parte delle flotte di Bavaria Fluggesellschaft, EgyptAir, Hapag-Lloyd, Kuwayt Airways, Air Jamaica e Condor Flugdienst. Era alimentato da 2 motori turboventola General Electric CF6-50C2. Al momento dell'incidente, l'aereo aveva circa 16 anni.

## L'equipaggio
Il capitano era il 49enne Iftikhar Janjua; aveva 13 192 ore di esperienza di volo, delle quali 6 260 sull'Airbus A300. Il primo ufficiale era il 38enne Hassan Akhtar; aveva 5 849 ore di volo, di cui 1 469 sull'Airbus A300.
A bordo c'erano due ingegneri di volo (anziché uno), uno in servizio e l'altro in osservazione. L'ingegnere di volo era un maschio di 40 anni che aveva 5 289 ore di volo, di cui 2 516 sull'Airbus A300. L'ingegnere di volo osservante, Muhammad Ashraf, 42 anni, aveva 8 220 ore di volo, delle quali 4 503 sull'Airbus A300.

## L'incidente
Il volo 268 partì da Caraci alle 11:13 ora locale, orario standard per Katmandu. Dopo aver contattato il controllo del traffico aereo nepalese, l'aereo venne autorizzato ad effettuare un avvicinamento da Sud chiamato "Sierra". Un aereo autorizzato a utilizzare questo avvicinamento era all'epoca diretto a passare a un'altitudine di 15 000 piedi (4 600 m) sopra un punto di segnalazione chiamato "Romeo", situato 41 miglia a Sud del VOR di Katmandu. L'aereo doveva quindi scendere in sette passi a 5 800 piedi (1 800 m), passando sopra il successivo punto di segnalazione "Sierra" situato a 10 DME ad un'altitudine di 9 500 piedi (2 900 m). Questo percorso permetteva agli aeromobili di oltrepassare la catena montuosa del "Piccolo Himalaya", situata a Sud di Katmandu, ad un'altitudine sicura.
Alle 14.30, poco dopo aver riferito di trovarsi a 10 DME,  l'aereo si schiantò a 7 300 piedi (2 200 m) sul lato di una montagna alta 8 250 piedi (2 510 m), disintegrandosi all'impatto e provocando la morte di tutti gli occupanti; l'impennaggio si separò e cadde nella foresta alla base del fianco della montagna.
Il disastro avvenne 59 giorni dopo l'incidente del volo Thai Airways International 311 a nord di Katmandu.

## Le indagini
I dati estratti dal registratore vocale della cabina di pilotaggio da parte degli investigatori del Transportation Safety Board of Canada (TSB), che assistette alle indagini, non contenevano conversazioni riguardanti problemi al velivolo. Tuttavia, i dati recuperati dal registratore dei dati di volo mostravano che l'aeromobile iniziò ogni fase della sua discesa un passo troppo presto. A 16 DME, l'aereo era di ben 1 000 piedi (300 m) al di sotto dell'altitudine alla quale si sarebbe dovuto trovare; a 10 DME, 1 300 piedi (400 m) al di sotto. L'aereo si avvicinò al Piccolo Himalaya a un'altitudine insufficiente, e si schiantò contro il pendio Sud. Sebbene i piloti del volo 268 riferissero accuratamente l'altitudine al controllore del traffico aereo, questo non fece nulla per avvisarli del fatto che erano troppo bassi, fino a pochi secondi prima dell'incidente.
Gli investigatori stabilirono che l'incidente era stato causato principalmente da un errore del pilota. La visibilità era scarsa a causa del cielo coperto e il Ground Proximity Warning System non si attivò in tempo a causa del terreno ripido. Anche le carte di avvicinamento a Katmandu rilasciate ai piloti PIA risultavano poco chiare, e i controllori del traffico aereo nepalesi vennero giudicati timorosi e riluttanti a intervenire in ciò che vedevano come questioni di pilotaggio come la distanza dal terreno. Il rapporto raccomandava che l'ICAO rivedesse le carte di navigazione e ne incoraggiasse la standardizzazione, e che l'avvicinamento all'aeroporto di Katmandu fosse cambiato per risultare meno complesso.

## Il memoriale
Pakistan International Airlines ha pagato e mantiene il Lele PIA Memorial Park a Lele, ai piedi della montagna dove si verificò l'incidente.
La Wilkins Memorial Trust, un'organizzazione britannica che fornisce aiuti al Nepal, venne istituita in memoria di una famiglia uccisa nell'incidente.

## Cultura di massa
L'incidente è descritto nel primo episodio della ventesima stagione del documentario canadese Indagini ad alta quota. L'episodio si intitola "Incidente sull'Himalaya".